# Propolydesmus mistrei
Propolydesmus mistrei är en mångfotingart som först beskrevs av Henri W. Brölemann 1902.  Propolydesmus mistrei ingår i släktet Propolydesmus och familjen plattdubbelfotingar. Inga underarter finns listade i Catalogue of Life.